# Phyllocrania insignis
Phyllocrania insignis är en bönsyrseart som beskrevs av John Obadiah Westwood 1843. Phyllocrania insignis ingår i släktet Phyllocrania och familjen Hymenopodidae. Inga underarter finns listade i Catalogue of Life.